# Nedre Selet
Nedre Selet är en sjö i Vilhelmina kommun i Lappland och ingår i Ångermanälvens huvudavrinningsområde. Sjön har en area på 0,11 kvadratkilometer och ligger 579,9 meter över havet. Sjön avvattnas av vattendraget Ångermanälven.

## Delavrinningsområde
Nedre Selet ingår i det delavrinningsområde (722841-146564) som SMHI kallar för Inloppet i Nedre Selet. Medelhöjden är 764 meter över havet och ytan är 2,08 kvadratkilometer. Räknas de 51 avrinningsområdena uppströms in blir den ackumulerade arean 614,94 kvadratkilometer. Avrinningsområdets utflöde Ångermanälven mynnar i havet. Avrinningsområdet består mestadels av skog (60 procent) och kalfjäll (35 procent). Avrinningsområdet har 0,11 kvadratkilometer vattenytor vilket ger det en sjöprocent på 5,3 procent.